# Dare-Dare (centre d'artistes)
 (juin 2017).
Pour les articles homonymes, voir Dare-Dare.
Dare-Dare, stylisé DARE-DARE, est un centre d'artistes autogéré et un organisme sans but lucratif situé à Montréal. Il a été fondé par Sylvie Cotton et Claire Bourque.
Le nom donné par le centre à ces emplacements temporaires successifs est Dis/location : projet d'articulation urbaine.
DARE-DARE se consacre aujourd'hui exclusivement à la production et à la diffusion d'art public, bien que cela n'a pas toujours été le cas depuis sa fondation. Ses activités consistent à accueillir le travail d'artistes sélectionnés à la suite d'un appel de dossiers annuel, à organiser des vernissages (la plupart extérieurs), des projections extérieures, des camps de jour ainsi que des collaborations avec d'autres organismes artistiques, notamment la biennale internationale d'art action et performance Viva! Art Action.
Une activité de collecte de fonds préconisée par DARE-DARE consiste en la vente annuelle de Passeports DARE-DARE servant à la collecte d'interventions artistiques dans différents points de la ville.
Le centre est actif durant toute l'année et ses actions se déclinent sous 4 volets.

## Historique
Sylvie Cotton et Claire Bourque fondent le centre de diffusion DARE-DARE en 1985, dans le cadre de l'Année Internationale de la Jeunesse. Elles donnent alors un premier mandat à trois volets au centre : permettre aux jeunes artistes d'exposer et de vendre leurs œuvres, offrir un lieu transitoire aux artistes avant d’accéder aux galeries établies et enfin, sensibiliser une vaste population à l'art actuel, notamment les gens du quartier.
Dans la première année de création du centre, 28 expositions présentant le travail d'autant d'artistes sont organisées. Le centre sera ensuite à l’origine de nombreux évènements : le Festival des musiciennes innovatrices (1986), Art et littérature féministe (1988), Dansité (1988), 11 artistes dans leurs quartiers (1990), Les Femmes l’Art et la Joie (dans le cadre du 5e anniversaire du centre en 1990) et Les Cracheurs d’images (1993). DARE-DARE est également un des centres fondateurs du festival VIVA! Art Action, dont la première édition a lieu en 2006.
De son premier local dans un ancien salon de barbier au 1320 rue Laurier Est, le centre change d'adresse à plus de quatre reprises. En 1987, le centre s'établit au 4060, boulevard Saint-Laurent, en 1990 au 279, Sherbrooke Ouest et, à l'été 1996, au 460, Sainte-Catherine Ouest, se rapprochant ainsi de plus en plus du centre des affaires de Montréal. En 2004, DARE-DARE devient nomade. Dans le cadre d'un programme intitulé Dis/location, les bureaux du centre, nouvellement logés dans une roulotte de chantier décorée par des artistes, sont déplacés à travers différents quartiers de la ville de Montréal lors de cycles d'une ou plusieurs années.

### Chronologie
- 1985 : Fondation à titre d'OBNL[3].
- 1990 : Désignation comme centre d'artistes autogéré[4],[5].
- 1990-2004 : Diffusion de projets en galerie (espace fixe)[6].
- 2004 : Transition d'un espace de diffusion fixe à une succession d'emplacements mobiles (Dis/location)[7].
- 2004-2017 : Diffusion de projets d'art public[8].
- 2011 : Exportation temporaire du centre à Détroit et Tijuana[9].
- 2017 : Création de la Halte (Pavillon de référence et de réflexion sur l'art dans l'espace public).

## Mission
DARE-DARE a pour mission d'explorer, interroger et faire évoluer les pratiques, les espaces et les modes de diffusion de l’art actuel et de participer à sa démocratisation et son accessibilité.

### Mandat
Le centre cherche à soutenir la recherche artistique, à valoriser l'implication d'artistes aux pratiques novatrices, tant en début de carrière qu'établis et à soutenir l’exploration artistique et la multidisciplinarité. Ses espaces privilégiés d’intervention sont l’espace public et tout lieu non traditionnellement consacré à l’art. Le centre d’artistes encourage les collaborations avec des organismes culturels et communautaires tout comme avec des partenaires issus de milieux non artistiques. DARE-DARE souhaite favoriser l’éducation et l’appréciation artistique de tous les publics et de tous les âges. Dans l’optique initiale de sensibilisation de nouveaux publics, le centre soutient les démarches d'artistes désireux d'aller à la rencontre de publics autres et de confronter leur pratique à un contexte spécifique, différent de celui de l'atelier ou de la galerie.

### Activités
Les activités du centre, suivant un appel de projets annuel, sont également regroupées sous une thématique spécifique qui change également chaque année. Elles se déclinent en 4 volets simultanément :
- les interventions dans l'espace public (Projets présentés à même les espaces publics qui entourent l'emplacement actuel du centre.),
- l'espace critique (Résidence de recherche théorique et d'écriture d'un à deux mois qui se conclut par une présentation publique et l'impression d'un opuscule.)
- les écritures publiques (Résidence de recherche littéraire/poétique diffusée sous forme textuelle sur une enceinte lumineuse publicitaire extérieure à proximité du centre[11],[12].)
- les projets spéciaux (principalement des collaborations entre le centre et d'autres artistes et organisations) qui peuvent se manifester spontanément et prendre une forme qui n'est reliée à aucun des volets précédents.

## Dis/location

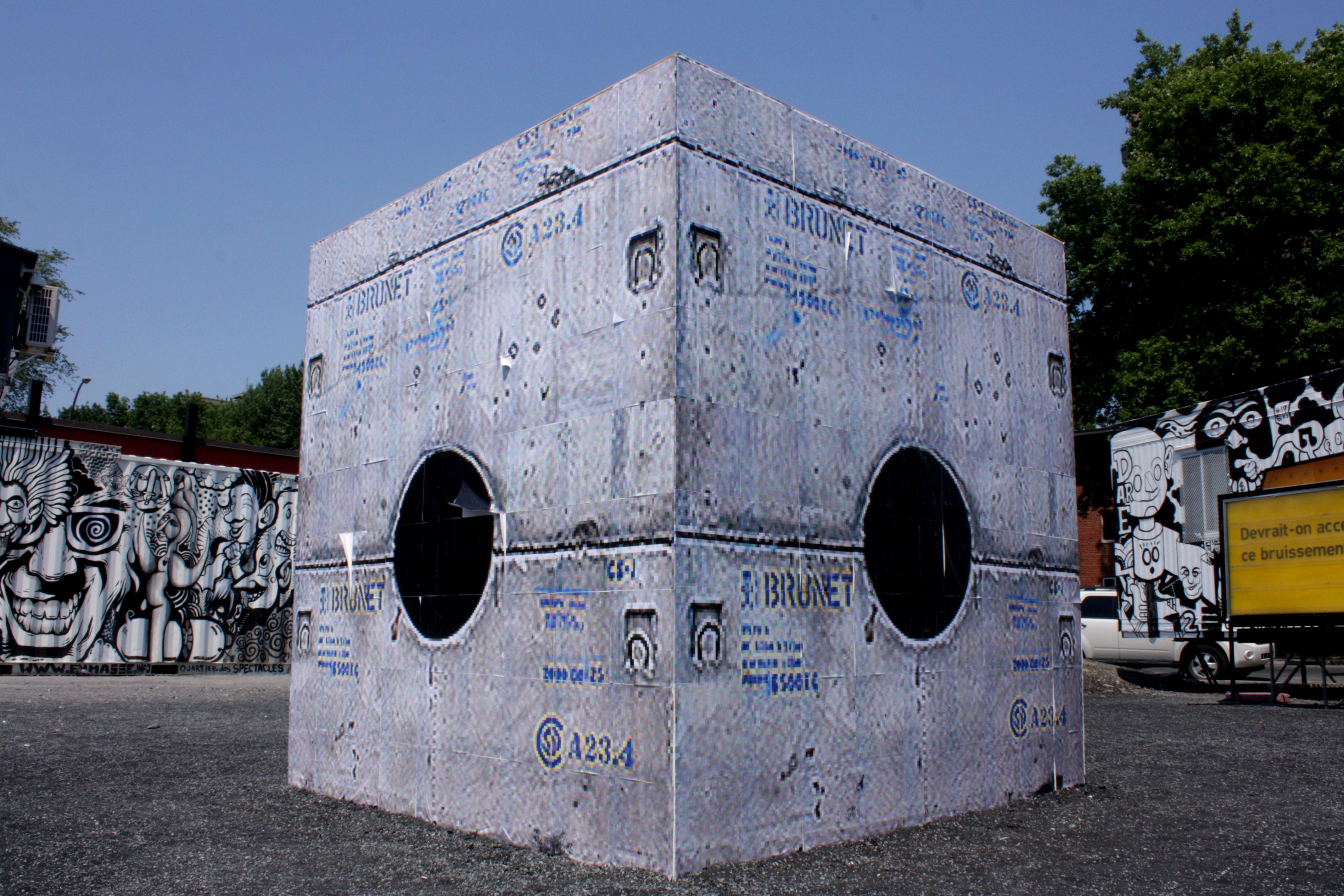
La boîte de distribution, installation, Esplanade Métro Saint-Laurent, 2012

DARE-DARE lance en 2004 un programme de déménagements successifs intitulé Dis/location.
Le nom donné par le centre à ces emplacements temporaires successifs est Dis/location : projet d'articulation urbaine.
Le projet artistique est une réponse et une critique à l'augmentation du prix des loyers dans la ville de Montréal. Avec l'appui de la municipalité, le centre aménage ses bureaux temporaires dans des sites dépréciés afin de les revaloriser. Ces terrains deviennent alors le lieu de pratiques d'art public mettant en lumière des enjeux sociaux et politiques.
- Marché Atwater (2015-)[14]
- Esplanade Métro Saint-Laurent (2012-2015) au quartier des spectacles[8],[15].
- Parc Walter Stewart (2009-2012)[15]
- Détroit et Tijuana (2011)[9]
- Square Cabot (2008-2009)[15]
- Parc sans nom (2006-2008)[16]
- Square Viger (2004-2006)[17]

## Prix et distinctions
- Prix Gala des arts visuels 2014 : Meilleur événement ou exposition en centre d’artistes autogéré[18]
- Prix Grafika 2010 : Dis/Location I (conception : Denis Rioux)[19]

## Publications
- Orbitae : Dare-Dare 1996-1997[20]
- Mobilité et Résonances [21]
- Mémoire vive + L’algèbre d’Ariane[22]
- Dis/location 1 : projet d'articulation urbaine : Square Viger[17]
- Dis/location 2 : projet d'articulation urbaine : le parc sans nom[16]
- 3 Dis/Locations : projet d'articulation urbaine : Square Cabot / Parc Walter-Stewart / Quartier des spectacles [15]
- Vers libres : Cinq ans d'écritures publiques sur l'enseigne lumineuse de DARE-DARE[11]

### Organisations dont le centre est membre
- (fr + en) Réseau des Centres d'artistes autogérés du Québec (RCAAQ)
- (fr + en) Regroupement des Arts Interdisciplinaires du Québec (RAIQ)